# 一人ぼっちの世界
「一人ぼっちの世界」(Get Off of My Cloud)は、ローリング・ストーンズが1965年に発表した楽曲。

## 解説
1965年に大ヒットした前作「サティスファクション」の勢いもそのままにレコーディングされ、発表されたシングルである。前作以上にストレートかつパワフルなロックナンバーとなっている。ミックの畳み掛けるようなヴォーカルはボブ・ディラン「ライク・ア・ローリング・ストーン」にインスパイアされている。
アメリカでは発表後すぐさま、アルバム『ディッセンバーズ・チルドレン』に収録され、こちらのアルバムも大ヒットしたが、イギリスではスタジオ・アルバムに収録されず、ベスト・アルバム『ビッグ・ヒッツ (ハイ・タイド・アンド・グリーン・グラス)』にて初めて収録されている。以後、代表曲の一つとして多数のベスト、コンピレーション盤に収録される。
キース・リチャーズは、この曲に於けるアンドリュー・ルーグ・オールダムのプロデュースを気に入っていない旨のコメントを残したと言われている。

## 参加ミュージシャン
- ミック・ジャガー - リード・ボーカル
- キース・リチャーズ - リズムギター、バッキング・ボーカル
- ブライアン・ジョーンズ - 12弦ギター、リードギター、エレクトリックピアノ
- ビル・ワイマン - ベース、バッキング・ボーカル
- チャーリー・ワッツ - ドラムス[2]